# N27 (Togo)
Die N27 ist eine Fernstraße in Togo, die in Langabou an der Ausfahrt der N1 beginnt und in Yégué an der Grenze nach Ghana endet. In Ghana geht sie in ein kurzes, nicht nummeriertes Teilstück über, das kurz nach der Grenze endet. Sie ist 60 Kilometer lang.